# Leo de Block
Leo de Block (Den Haag, 14 augustus 1904 - aldaar, 4 januari 1988) was een Nederlands politicus en ambtenaar voor de Katholieke Volkspartij (KVP).
De Block was de zoon van een generaal en de kleinzoon van Anthonius Alexander Martinus de Block, een van de oprichters van Mignot & De Block. Zijn oudere broer was Anton Leo de Block, griffier van de Eerste Kamer en lid van de Raad van State.
Hij begon zijn loopbaan in het bankierswezen en was top-ambtenaar op Financiën als plaatsvervangend thesaurier-generaal van 1 januari 1953 tot 1 januari 1959 en directeur-generaal voor industrialisatie en energievoorziening op het ministerie van Economische Zaken van 1 januari 1959 tot 1 september 1960. De Block was daarna financieel directeur van de KLM. Hij was staatssecretaris van Europese samenwerking in de kabinetten-Marijnen, -Cals en -Zijlstra. In dat laatste kabinet was hij tevens staatssecretaris van Verkeer en Waterstaat. De Block werd in 1967 vrij onverwacht minister van Economische Zaken in het kabinet-De Jong, nadat andere KVP-kandidaten hadden bedankt. Hij speelde een rol bij de, achteraf gezien vergeefse, poging van Verolme om de NDSM te redden. Na drie jaar trad hij af na perikelen rond de btw en loon- en prijspolitiek. Met name op zijn prijsbeleid na de invoering van de btw werd veel kritiek geuit. Hij wist zich tegen die felle oppositie niet staande te houden. De Block was volgens zijn grootste opponent in de Tweede Kamer, Gerda Brautigam, te lief voor de politiek.
- Biografisch Portaal: 15978144
- Parlement.com: vg09llh5lxx0